# Esther Perel
Esther Perel, född 1958 i Antwerpen, är en belgisk parterapeut, psykoterapeut, författare och poddare, verksam i New York. Hon har bland annat skrivit böcker omkring de mänskliga behoven av trygghet (kärlek, hemmahörighet och närhet) och frihet (sexuell åtrå, äventyrlighet och avstånd) i parrelationer.
Perel populariserade konceptet "erotisk intelligens" i sin bok Mating in Captivity: Unlocking Erotic Intelligence (2006; översatt till svenska som Vill ha dig och nyöversatt som Lust).

## Biografi
Esther Perel har judisk bakgrund och är dotter till två Polen-födda överlevare efter Förintelsen. Hon växte upp i den belgiska hamnstaden Antwerpen. Hon studerade därefter vid Hebreiska universitetet i Jerusalem, där hon tog en fil.kand. i utbildningspsykologi och fransk litteratur. Slutligen tog hon en master-examen vid Lesley University.
Perel växte upp bland Antwerpens föreintelseöverlevande, där hon uppmärksammade två distinkta grupperingar: "de som inte dog och de som kom tillbaka till livet". Hon upptäckte att "de som inte dog levde ofta som fjättrade vid marken, de kunde varken uppleva njutning eller lita på någon. För när du är på din vakt, orolig, ängslig och osäker, kan du inte lyfta blicken och ge dig ut i alltet och vara lekfull, trygg och fantasifull. De som kom tillbaka till livet var de som såg erotiken som ett motgift mot döden; de förstod hur de skulle kunna hålla sig själva vid liv.
Esther Perel utbildade sig därefter vidare inom psykodynamisk psykoterapi, innan hon slutligen fastnade för interna familjesystemsmodellen (IFS). Hon arbetade inledningsvis som en tvärvetenskaplig psykoterapeut, med par och familjer. I 13 års tid var hon klinisk handledare vid New York University School of Medicine.
Hon har även agerat som skådespelare; bland annat syntes hon i Newness (2017), där hon spelade sig själv. Hon har även drivit en klädbutik i Antwerpen. Perel säger själv att hon behärskar nio språk och kan använda sex av dem i sitt yrkesliv; hon är flitig föreläsare i ämnen omkring parrelationer och deras koppling till kärlek och begär.
Perel är gift med Jack Saul, biträdande lektor i klinisk befolknings- och familjehälsa vid Columbia University Mailman School of Public Health i New York. Paret har två söner ihop.

### Idéer och författande
Esther Perel menar att sekulariseringen och urbaniseringen av det moderna västerländska samhället lett till en ökad individualism och stegrade förväntningar på ens kärlekspartner. I det gamla bysamhället fick man stora delar av sin identitet genom den plats man hade i den mindre gruppen omkring en, medan individen i den mer anonyma stadstillvaron har fler möjligheter men också ofta högre krav och ambitioner. Med tvåsamheten som norm bör personen man gifter sig med inte bara kunna hjälpa till att hantera ett hushåll och hem för paret och deras barn, personen ska också vara den perfekta sexpartnern och självsfränden. I ett allt mer individualistisk samhälle blir också sexualiteten en viktigare del av personens identitetsbyggande.
Perels första bok Mating in Captivity (2006) blev en stor framgång och har översatts till minst 24 olika språk. Boken är frukten av hennes försök att hitta en lösning på konflikten mellan intimitet och sexualitet. I samband med Lewinsky-affären och reaktionerna i USA på den, överraskades Perel – med sin europeiska bakgrund – över det i hennes ögon entydiga fördömandet av otrohet och lika entydiga propagerandet för skilsmässa när otrohet upptäcks. Det ledde till skrivandet en tidningsartikel med titeln "In Search of Erotic Intelligence".
Frihetsbehovet, som en mänsklig drivkraft för lust, har indirekt behandlats av Esther Perel i hennes skrivande. Titeln på hennes bok Mating in Captivity (översatt till svenska som  betyder bokstavligen 'Para sig i fångenskap', med syftning på eventuella problem att behålla spänningen i ett sexliv som är "instängt" bakom äktenskapets "skyddsgaller". Utmaningarna inom relationen kan delvis säga ha koppling till Coolidge-effekten, den teori som säger att män (och i någon grad även kvinnor) har lättare att behålla upphetsningen genom aktiviteter eller fantasier där det sexuella objektet förnyas. Perel har även använt anknytningsteorin som förklaring till olika sexuella beteenden.
Perel pekar på skillnaden mellan att ha och att längta (det som man har jämt längtar man sällan efter). Hon menar att sexuell åtrå är amoralisk, och något väsensskilt från ens moraliska kompass (liksom belöningssystemet är skilt från hjärnbarken). Detta står i strid med radikalfeminismens idé om det privata som något politiskt men har stöd även hos andra skribenter.
2017 återkom Perel med sin andra bok – The State of Affairs (svensk översättning: Kärlekskris) – där temat var otrohet. Även detta verk har koppling till Perels idéer omkring kärlek och åtrå och hur man i en relation behöver hantera dessa storheter på rätt sätt.

### Andra aktiviteter
Esther Perel är eller har varit värd för poddarna Where Should We Begin? och How's Work? De är baserade på hennes erfarenheter som terapeut och innehåller konkreta exempel på problematik kring otrohet, sexlöshet och sorg.
2016 hamnade Perel på Oprah Winfreys Supersoul 100-lista med visionärer och inflytelserika ledare.

## Verk

### Föredrag
- 2013 – The secret to desire in a long-term relationship[25]
- 2015 – Rethinking infidelity ... a talk for anyone who has ever loved[26]

### Poddradio
- Where Should We Begin? (2017–)[27]
- How's Work? (2019–)[28]